# ولسوالی اندراب
ولسوالی اندراب یکی از ۱۵ ولسوالی ولایت بغلان، به مرکزیت شهر ده صلاح ( در شمال افغانستان است. ۹۸۰ کیلومتر مربع مساحت دارد و>«برآورد نفوس کشور:١٣٩٩» (PDF). اداراه احصائیه مرکزی افغانستان. ٢٨ می ٢٠٢٠. بایگانی‌شده از اصلی (PDF) در ۳ ژوئیه ۲۰۲۰. دریافت‌شده در ٢٨ می ٢٠٢١.</ref>
اندراب ها، شامل سه شهرستان(ولسوالی ) میباشد ده صلاح بنو پل حصار  مرکز و بزرگترین شهر آن ده صلاح

## جغرافیا
ولسوالی اندراب از شمال با ولسوالی‌های نهرین و خواجه هجران، از شمال غربی با ولسوالی دوشی، از غرب با ولسوالی خنجان، از شرق با ولسوالی‌های [[با خوست وفرینگ و از جنوب با ولایات پروان وپنجشیر همسرحد است مرکز آن شهر ده صلاح میباشد
دریای اندراب پس از سرسبز نمودن این ولسوالی با دریاهای بامیان، خنجان و نهرین یکجا گردیده دریای پلخمری را می‌سازد و پس از یکجا شدن با دریای خان آباد به آمودریا می‌ریزد. جاده اندراب ولسوالی‌های خنجان را به دوشی و نهرین وصل می‌کند. بعضی مواقع در زمستان بخاطر برفباری‌های سنگین جاده مسدود می‌شود.
ولسوالی های اندراب از ولسوالی‌های سرسبز ولایت بغلان است که حدود ۲۹ نفر در هر کیلومتر مربع آن زندگی می‌کنند. آب و هوای اندراب سرد و خشک است و متوسط دما ۸ درجه سانتی‌گراد است. گرم‌ترین ماه آن، ماه اسد با ۲۲ درجه سانتی‌گراد و سردترین ماه آن، ماه دلو با ۸ درجه سانتی‌گراد می‌باشد. میزان بارش به‌طور میانگین ۷۵۳ میلی‌متر در سال است. مرطوب‌ترین ماه آن، ماه حوت با ۱۷۷ میلی‌متر و خشک‌ترین ماه آن، ماه اسد با ۳ میلی‌متر بارندگی است.
| ژ                                                   | ف          | م        | آ         | م       | ژ      | ژ       | آ       | س       | اُ       | ن       | د         |
| ۴۲ ۴− ۱۳−                                           | ۱۷۷ ۳− ۱۱− | ۱۳۷ ۹ ۶− | ۱۶۱ ۱۶ ۱− | ۵۴ ۲۴ ۵ | ۹ ۲۷ ۹ | ۳ ۳۳ ۱۱ | ۶ ۳۳ ۱۰ | ۱۶ ۲۹ ۶ | ۳۸ ۲۰ ۱ | ۶۵ ۸ ۴− | ۴۵ ۳− ۱۰− |
| میانگین بالاترین و پایین‌ترین دما به مقیاس سانتیگراد |            |          |           |         |        |         |         |         |         |         |           |
| بارندگی به مقیاس میلی‌متر                            |            |          |           |         |        |         |         |         |         |         |           |
| منبع:                                               |            |          |           |         |        |         |         |         |         |         |           |

| مقیاس فارنهایت و اینچ                              | مقیاس فارنهایت و اینچ | مقیاس فارنهایت و اینچ | مقیاس فارنهایت و اینچ | مقیاس فارنهایت و اینچ | مقیاس فارنهایت و اینچ | مقیاس فارنهایت و اینچ | مقیاس فارنهایت و اینچ | مقیاس فارنهایت و اینچ | مقیاس فارنهایت و اینچ | مقیاس فارنهایت و اینچ | مقیاس فارنهایت و اینچ |
| -------------------------------------------------- | --------------------- | --------------------- | --------------------- | --------------------- | --------------------- | --------------------- | --------------------- | --------------------- | --------------------- | --------------------- | --------------------- |
| ژ                                                  | ف                     | م                     | آ                     | م                     | ژ                     | ژ                     | آ                     | س                     | اُ                     | ن                     | د                     |
| ۱٫۷ ۲۵۹                                            | ۷ ۲۷۱۲                | ۵٫۴ ۴۸۲۱              | ۶٫۳ ۶۱۳۰              | ۲٫۱ ۷۵۴۱              | ۰٫۴ ۸۱۴۸              | ۰٫۱ ۹۱۵۲              | ۰٫۲ ۹۱۵۰              | ۰٫۶ ۸۴۴۳              | ۱٫۵ ۶۸۳۴              | ۲٫۶ ۴۶۲۵              | ۱٫۸ ۲۷۱۴              |
| میانگین بالاترین و پایین‌ترین دما به مقیاس فارنهایت |                       |                       |                       |                       |                       |                       |                       |                       |                       |                       |                       |
| بارندگی به مقیاس اینچ                              |                       |                       |                       |                       |                       |                       |                       |                       |                       |                       |                       |

| ژ                                                   | ف          | م        | آ         | م       | ژ      | ژ       | آ       | س       | اُ       | ن       | د         |
| ۴۲ ۴− ۱۳−                                           | ۱۷۷ ۳− ۱۱− | ۱۳۷ ۹ ۶− | ۱۶۱ ۱۶ ۱− | ۵۴ ۲۴ ۵ | ۹ ۲۷ ۹ | ۳ ۳۳ ۱۱ | ۶ ۳۳ ۱۰ | ۱۶ ۲۹ ۶ | ۳۸ ۲۰ ۱ | ۶۵ ۸ ۴− | ۴۵ ۳− ۱۰− |
| میانگین بالاترین و پایین‌ترین دما به مقیاس سانتیگراد |            |          |           |         |        |         |         |         |         |         |           |
| بارندگی به مقیاس میلی‌متر                            |            |          |           |         |        |         |         |         |         |         |           |
| منبع:                                               |            |          |           |         |        |         |         |         |         |         |           |

| مقیاس فارنهایت و اینچ                              | مقیاس فارنهایت و اینچ | مقیاس فارنهایت و اینچ | مقیاس فارنهایت و اینچ | مقیاس فارنهایت و اینچ | مقیاس فارنهایت و اینچ | مقیاس فارنهایت و اینچ | مقیاس فارنهایت و اینچ | مقیاس فارنهایت و اینچ | مقیاس فارنهایت و اینچ | مقیاس فارنهایت و اینچ | مقیاس فارنهایت و اینچ |
| -------------------------------------------------- | --------------------- | --------------------- | --------------------- | --------------------- | --------------------- | --------------------- | --------------------- | --------------------- | --------------------- | --------------------- | --------------------- |
| ژ                                                  | ف                     | م                     | آ                     | م                     | ژ                     | ژ                     | آ                     | س                     | اُ                     | ن                     | د                     |
| ۱٫۷ ۲۵۹                                            | ۷ ۲۷۱۲                | ۵٫۴ ۴۸۲۱              | ۶٫۳ ۶۱۳۰              | ۲٫۱ ۷۵۴۱              | ۰٫۴ ۸۱۴۸              | ۰٫۱ ۹۱۵۲              | ۰٫۲ ۹۱۵۰              | ۰٫۶ ۸۴۴۳              | ۱٫۵ ۶۸۳۴              | ۲٫۶ ۴۶۲۵              | ۱٫۸ ۲۷۱۴              |
| میانگین بالاترین و پایین‌ترین دما به مقیاس فارنهایت |                       |                       |                       |                       |                       |                       |                       |                       |                       |                       |                       |
| بارندگی به مقیاس اینچ                              |                       |                       |                       |                       |                       |                       |                       |                       |                       |                       |                       |

## اقتصاد
اندراب یک دره سرسبز می‌باشد و تولیدات زراعتی آن میوه جات خشک و تازه، برنج، جو، پنیر و توت است. مشهورترین میوه‌جات اندراب ناک، شفتالو، زردآلو و خربزه قندک می‌باشد که در نازکی و مزه خود شهرت دارد. منابع طبیعی اندراب شامل سنگ مرمر سبز، گوگرد، آهن، مس و میکای سیاه است.